# Nemoleon sudanicus
Nemoleon sudanicus är en insektsart som först beskrevs av Luisa Eugenia Navas 1935.  Nemoleon sudanicus ingår i släktet Nemoleon och familjen myrlejonsländor. Inga underarter finns listade i Catalogue of Life.